# San Marco/Campielli
San Marco/Campielli è un 7'' dei Rondò Veneziano pubblicato dalla Baby Records nel 1983 e tratto dall'album Venezia 2000. La copertina è disegnata da Angus McKie.

## Tracce
1. San Marco – 2:18 (musica: Gian Piero Reverberi e Laura Giordano)
2. Campielli – 3:08 (musica: Gian Piero Reverberi e Laura Giordano)